# Corona danese
La corona danese (in danese krone) è la valuta ufficiale utilizzata in Danimarca, Isole Fær Øer e Groenlandia; è stata istituita il 1º gennaio 1875.
La forma plurale è kroner e una krone è divisa in 100 øre, il cui nome è derivato dalla parola latina aureus. Il codice ISO 4217 è DKK.
La valuta è legata all'euro dagli accordi europei di cambio; un referendum sull'adozione dell'euro del 2000 è stato respinto con il 53,2% dei voti contrari.

## Storia
L'introduzione della corona come valuta legale in Danimarca nel 1873, fu un risultato dell'Unione monetaria scandinava che durò fino alla prima guerra mondiale. Gli aderenti all'unione monetaria erano gli stati scandinavi di Svezia e Danimarca, cui si aggiunse la Norvegia due anni dopo.
Il nome della valuta era krone in danese e norvegese, e krona in svedese. Dopo la dissoluzione dell'unione monetaria tutti e tre gli stati decisero di mantenere invariato il nome delle rispettive valute, che però adesso sono indipendenti.

## Uso corrente

### Ingresso nell'eurozona
La Danimarca non ha introdotto l'euro a seguito del referendum del 2000, ma la corona danese è legata all'euro tramite gli accordi europei di cambio. La Danimarca confina con uno Stato membro dell'eurozona (la Germania) ed uno Stato teoricamente obbligato ad aderirvi in futuro (la Svezia).

### Isole Fær Øer e Groenlandia
Le isole Fær Øer usano una versione localizzata della valuta (la Corona delle Fær Øer), non indipendente dalla corona danese e con essa cambiata alla pari; si differenzia da quest'ultima per i disegni sulle banconote, diversi da quelli usati in Danimarca ed usati per la prima volta negli anni '50 del 1900, rinnovati prima venti anni dopo e poi trenta anni dopo il primo rinnovo, mentre le monete sono uguali.
La Groenlandia ha adottato una legge sulle banconote nel 2006, entrata in vigore il 1º gennaio dell'anno successivo, con lo scopo di introdurre delle banconote separate, ma nell'autunno del 2010 il nuovo governo groenlandese ha abbandonato il progetto e la Banca nazionale danese ha cessato di produrre le banconote separate, portando di nuovo l'isola all'uso integrale della corona danese.
Storicamente, la Groenlandia ha avuto banconote separate dal 1803 al 1968 e monete separate dal 1926 al 1964.

## Monete

### Leghe e colori
La grafica delle serie delle monete ha lo scopo di assicurare che le monete siano facilmente distinguibili l'una dall'altra.
La serie è, quindi, divisa in tre sequenze, ognuna con il proprio colore metallico specifico; questa divisione è dovuta al fatto che, in passato, il valore della moneta era equivalente a quello del metallo usato per crearla (si usava l'oro per le monete dal valore più alto, l'argento per le monete di valore intermedio ed il rame per quelle di valore inferiore).
Le monete differiscono fra loro per dimensioni, peso e bordo ed in ogni sequenza il diametro ed il peso delle monete aumenta all'aumentare del valore nominale. Le monete da 50 øre e 10 corone hanno il bordo liscio, quelle da 1 e 5 corone sono fresate e quelle da 2 e 20 corone hanno una fresatura interrotta, inoltre le monete da 1, 2 e 5 corone sono bucate nel mezzo; tutte queste caratteristiche permettono a non vedenti ed ipovedenti di riconoscerle più facilmente.
| Monete in circolazione                     | Monete in circolazione | Monete in circolazione | Monete in circolazione | Monete in circolazione                  | Monete in circolazione | Monete in circolazione                | Monete in circolazione            | Monete in circolazione |
| Valore                                     | Parametri tecnici      | Parametri tecnici      | Parametri tecnici      | Parametri tecnici                       | Descrizione            | Descrizione                           | Descrizione                       |                        |
| Valore                                     | Diametro               | Spessore               | Massa                  | Composizione                            | Bordo                  | Dritto                                | Rovescio                          |                        |
| ------------------------------------------ | ---------------------- | ---------------------- | ---------------------- | --------------------------------------- | ---------------------- | ------------------------------------- | --------------------------------- | ---------------------- |
| 50 øre                                     | 21,5 mm                | 1,55 mm                | 4,3 g                  | Stagno-bronzo                           | Regolare               | Corona di Cristiano V                 | Cuore (simbolo della Zecca reale) |                        |
| 1 kr.                                      | 20,25 mm               | 1,6 mm                 | 3,6 g                  | Cupronickel 75% Cu, 25% Ni              | Zigrinato              | Monogramma della Regina Margherita II | Disegno tradizionale (forato)     |                        |
| 2 kr.                                      | 24,5 mm                | 1,8 mm                 | 5,9 g                  | Cupronickel 75% Cu, 25% Ni              | Fresatura interrotta   | Monogramma della Regina Margherita II | Disegno tradizionale (forato)     |                        |
| 5 kr.                                      | 28,5 mm                | 2 mm                   | 9,2 g                  | Cupronickel 75% Cu, 25% Ni              | Zigrinato              | Monogramma della Regina Margherita II | Disegno tradizionale (forato)     |                        |
| 10 kr.                                     | 23,35 mm               | 2,3 mm                 | 7 g                    | Bronzo - Alluminio 92% Cu, 6% Al, 2% Ni | Regolare               | Margherita II di Danimarca            | Stemma della Danimarca            |                        |
| 20 kr.                                     | 27 mm                  | 2,35 mm                | 9,3 g                  | Bronzo - Alluminio 92% Cu, 6% Al, 2% Ni | Fresatura interrotta   | Margherita II di Danimarca            | Stemma della Danimarca            |                        |
| Per altre informazioni vedi tavole monete. |                        |                        |                        |                                         |                        |                                       |                                   |                        |

### Monete commemorative e tematiche
Le monete commemorative hanno dimensioni e metalli identici a quelle regolari.
La prima serie di monete commemorative, monete da 20 krone rappresentanti alcune torri danesi, è stata distribuita fra il 2002 ed il 2007 con dieci disegni differenti; nel selezionare le torri, si è tenuti conto non solo della loro esteticità, ma anche della loro forma, della loro funzione e della regione di provenienza, così da avere torri quanto più eterogenee possibili. L'ultima moneta, con il disegno della Copenhagen City Hall, è stata distribuita nel 2007.
Una seconda serie di monete commemorative da 20 krone è stata distribuita nel 2007 con dodici disegni differenti e dieci già pubblicati nel novembre del 2011, mostrano la Danimarca come uno Stato marittimo nel mondo, tramite navi danesi, groenlandesi e delle isole Far Oer, rappresentando, come la serie precedente, i vari modi di costruire le navi nelle tre nazioni del Regno.
Nel 2005, la Danmarks Nationalbank ha iniziato a produrre la prima di una serie di cinque monete commemorative da 10 krone legate alle fiabe di Hans Christian Andersen, tema scelto proprio per illustrarle; l'ultima moneta, la cui distribuzione è iniziata il 25 ottobre 2007, è stata ispirata alla fiaba dell'usignuolo..
Nel 2007, terminata la serie sulle fiabe, è stata prodotta una seconda serie commemorativa di tre monete da 10 krone celebrante l'Anno polare internazionale, con i disegni di un orso polare, della Slædepatruljen Sirius e dell'aurora boreale, le monete erano mirate ad accentuare la ricerca scientifica nel contesto della cultura e della geografia groenlandesi; la terza ed ultima moneta, chiamata Luci del Nord, è stata distribuita nel 2009.

## Banconote

### Serie del ponte
Il processo che ha portato a disegnare la serie Ponte è stato iniziato nel 2006 dalla Banca centrale danese; il tema è legato ai ponti danesi ed ai paesaggi circostanti o dettagli di essi. L'artista Karin Birgitte Lund ha scelto di interpretare il tema in due modi diversi: ponti come collegamenti tra i vari luoghi della Danimarca e tra il passato ed il presente, con il presente rappresentato dai ponti ed il passato da oggetti preistorici trovati vicino ad essi. Tra le nuove misure di sicurezza sono state inserite un filo finestra con un motivo ad onde mobili ed un nuovo ologramma che riflette la luce in diversi colori, mentre sono state mantenute le caratteristiche tradizionali, come la filigrana ed il filo di sicurezza interno.
| Banconote della Danimarca, serie del 2009 | Banconote della Danimarca, serie del 2009 | Banconote della Danimarca, serie del 2009 | Banconote della Danimarca, serie del 2009 | Banconote della Danimarca, serie del 2009 | Banconote della Danimarca, serie del 2009 | Banconote della Danimarca, serie del 2009                | Banconote della Danimarca, serie del 2009 | Banconote della Danimarca, serie del 2009 |
| Valore                                    | Dimensioni                                | Colore principale                         | Colore principale                         | Descrizione                               | Descrizione                               | Descrizione                                              | Data di                                   | Data di                                   |
| Valore                                    | Dimensioni                                | Colore principale                         | Colore principale                         | Fronte                                    | Retro                                     | Filigrana                                                | prima pubblicazione                       | distribuzione                             |
| ----------------------------------------- | ----------------------------------------- | ----------------------------------------- | ----------------------------------------- | ----------------------------------------- | ----------------------------------------- | -------------------------------------------------------- | ----------------------------------------- | ----------------------------------------- |
| 50 kroner                                 | 125 × 72 mm                               |                                           | Viola                                     | Ponte Sallingsund                         | Ciotola di Skarpsalling                   | Denominazione e Navi di Skuldelev nel Fiordo di Roskilde | 2009                                      | 11 agosto 2009                            |
| 100 kroner                                | 135 × 72 mm                               |                                           | Arancione                                 | Ponte del Piccolo Belt                    | Daga Hindsgavl                            | Denominazione e Navi di Skuldelev nel Fiordo di Roskilde | 2010                                      | 4 maggio 2010                             |
| 200 kroner                                | 145 × 72 mm                               |                                           | Verde                                     | Knippelsbro                               | Fibbia della cintura di Langstrup         | Denominazione e Navi di Skuldelev nel Fiordo di Roskilde | 2010                                      | 19 ottobre 2010                           |
| 500 kroner                                | 155 × 72 mm                               |                                           | Blu                                       | Ponte Regina Alessandrina                 | Secchio di bronzo di Keldby               | Denominazione e Navi di Skuldelev nel Fiordo di Roskilde | 2011                                      | 15 febbraio 2011                          |
| 1000 kroner                               | 165 × 72 mm                               |                                           | Rosso                                     | Ponte del Grande Belt                     | Carro solare di Trundholm                 | Denominazione e Navi di Skuldelev nel Fiordo di Roskilde | 2011                                      | 24 maggio 2011                            |

## Nomignoli
A seconda del contesto, alcune banconote hanno nomignoli retorici: la banconota da 100 corone chiamata a volte hund (cane) che abbrevia la parola hundrede (cento), quella da 500 a volte è chiamata plovmand (aratore) a causa del disegno presente in un'edizione precedente della stessa e quella da 1000 corone può avere due nomi, tudse (rospo), basato sul gioco di parole che in lingua danese si crea fra tudse e tusinde (mille), ed egern (scoiattolo), basato su un disegno presente in una vecchia versione della banconota.